# Скала Малхолланд
«Скала Малхолланд» (англ. Mulholland Falls) — американский неонуарный криминальный триллер 1996 года режиссёра Ли Тамахори и сценариста Пита Декстера.

## Сюжет
Лос-Анджелес, 1950-е годы. Спецотряду полиции поручено расследовать убийство молодой женщины. Однако расследование осложняется сразу несколькими обстоятельствами. Во-первых, погибшая женщина была любовницей одного из копов. Во-вторых, она была проституткой и встречалась с кем-то, весьма высокопоставленным. В-третьих, все её встречи снимались на кинокамеру. В-четвёртых, тело погибшей вдавлено в землю, как будто его сбросили с большой высоты. И, наконец, рядом с местом убийства правительство США проводит подземные ядерные взрывы.

## В ролях
- Ник Нолти — Максвелл Гувер, полицейский лейтенант
- Мелани Гриффит — Кэтрин Гувер, жена лейтенанта
- Чезз Палминтери — Эллери Кулидж, полицейский детектив
- Майкл Мэдсен — Эдди Холл, полицейский детектив
- Крис Пенн — Артур Релиа, полицейский детектив
- Трит Уильямс — Стив Фицджеральд, армейский полковник
- Дженнифер Коннелли — Эллисон Понд, любовница генерала
- Дэниел Болдуин — МакКафферти, агент ФБР
- Эндрю МакКарти — Джимми Филдс, шантажист
- Джон Малкович — Томас Тиммс, армейский генерал
- Кайл Чендлер — армейский капитан, помощник полковника
- Эд Лотер — Эрл, отставной полицейский детектив
- Титус Уэлливер — Кенни Каминс, наркоторговец
- Брюс Дерн — шеф полиции

Съёмки проводились в Лос-Анджелесе, Малибу, Дезерт-Хот-Спрингсе и Уэндовере, штат Юта.